# Святошинское кладбище
Святошинское кладбище (укр. Святошинське кладовище) — киевский некрополь, расположенный на Кольцевой дороге в районе Святошино.
На территории кладбища находится церковь блаженной Ксении Петербургской (УПЦ (МП)). Особенностью кладбища является множество могил духовных лиц, а также известных деятелей авиации. Также есть братские могилы, где похоронены воины, погибшие в боях за Киев в 1943 году.
Закрытое для новых захоронений, разрешено только подзахоронение в семейную могилу.

## Известные захоронения
- Котельников, Михаил Фёдорович
- Пушина, Федора Андреевна
- Фалин, Алексей Иванович
- Клепикова, Ольга Васильевна[укр.]
- Маноцков, Александр Юрьевич[укр.]
- Ковернинский, Евфимий Павлович
- Ружицкий, Константин Иванович